# Baptiste W. Hamon
Pour les articles homonymes, voir Hamon.
Baptiste Hamon, dit aussi Baptiste W. Hamon, né le 21 avril 1986 à Saint-Cyr-l'École, est un auteur-compositeur-interprète français de folk et de chanson française.

## Biographie
Chantant à ses débuts en anglais dans le cadre de son projet Texas in Paris, il se tourne vers le français en mélangeant des influences folk et country américaines. Il revendique l'héritage de Townes Van Zandt et de Leonard Cohen, mais aussi de Jacques Bertin.
Après deux EP en 2014, Quitter l'enfance et Ballade d'Alan Seeger, qui reçoivent un bon accueil de critiques, il enregistre un album à Nashville qui comprend des duos avec notamment Will Oldham (Bonnie Prince Billie) et Caitlin Rose (en). Il est programmé en 2015 à des festivals tels que SXSW au Texas, les Bars en Trans, les Francofolies de Montréal et de La Rochelle.
En 2015, Baptiste Hamon est parmi les sept finalistes du cinquième prix Georges-Moustaki.
Son premier album, L'Insouciance, sort le 11 mars 2016 et reçoit un accueil chaleureux de critiques. Il sort son deuxième album trois ans plus tard, Soleil, soleil bleu où se croisent Will Oldham et Christophe Miossec.
En 2021, il sort le mini-album Barbaghamon en collaboration avec Barbagallo, membre discographique du groupe australien Tame Impala.
Son troisième album, Jusqu'à la lumière, est enregistré à Bristol par le réalisateur anglais John Parish.

## Discographie

### Albums
- L'Insouciance (2016)
- Soleil, soleil bleu (2019)
- Jusqu'à la lumière (2022)
- Country (2024)

### EP
- Quitter l'enfance (2014)
- Ballade d'Alan Seeger (2014)
- Nouvel été (2015)
- Barbaghamon (2021)

### Collaborations
- 2016 : Santa Maria sur l'album Santa Maria de Carmen Maria Vega, en co-écriture avec Alma Forrer
- 2021 : La rose et le bourdon sur l'album Terrien de Julien Clerc, en co-écriture avec Vincha